# El "Che" Guevara
El "Che" Guevara è un film del 1968 diretto da Paolo Heusch. Tra i primissimi film girati su Ernesto "Che" Guevara subito dopo la sua morte, è incentrato solo sulle sue avventure degli ultimi mesi di vita.

## Trama
In Bolivia, "Che" Guevara, il rivoluzionario argentino, è a capo di un piccolo gruppo di uomini, cerca di convincere la popolazione a ribellarsi contro il governo costituito. Dopo essersi impossessato di armi e viveri di un accampamento di soldati caduti nelle sue mani, si nasconde nella boscaglia, in attesa che un folto gruppo di ribelli lo raggiunga. Ma le forze governative vengono a conoscenza della sua presenza cercano di intrappolarlo. Riescono ad intercettare gli uomini venuti in suo aiuto, e riescono infine a chiuderlo in una morsa. Nel tentativo di forzare l'accerchiamento il gruppo viene decimato e "Che" Guevara ferito viene fatto prigioniero. Chiesto al governo cosa si debba fare di lui, ora che è diventato un mito, viene l'ordine di ucciderlo facendo credere al mondo che sia caduto in battaglia.

## Produzione
Molte esterni del film furono girati in Sardegna; in particolare alcune scene furono girate presso la Chiesa del Carmelo e Piazza Simula a Ittiri (SS).
Molte delle scene finali del film furono girate a San Pantaleo (Olbia) Sardegna